# Cranach de Morganloup
Cranach de Morganloup est une série de bande dessinée créée par Didier Convard pour le dessin et Jean-Luc Vernal pour les scénarios. Cette série paraît en série à suivre en 1982 puis en récits complets de 1983 à 1988 dans le Journal de Tintin et dans Super Tintin. Elle est ensuite publiée en albums par Le Lombard en 1987 et 1988. Cranach de Morganloup est un chevalier du futur, armé d'une épée fabuleusement puissante.

## Trame
À une époque dans le futur où l'humanité revient au mode de vie médiéval, le seigneur Cédric de Morganloup meurt. Son fils Cranach de Morganloup hérite des symboles de chef, surtout d'une épée magique.
Cette épée, appelée Gaelle, possède des pouvoirs fantastiques, mais sa possession gouverne la vie de Cranach qui préférerait une vie plus tranquille avec sa compagne Morgane et son fils Gwenn.

## Historique de la série
La série est publiée à partir de 1982 dans Tintin en histoire à suivre. Elle paraît ensuite en récits complets de deux à seize pages, généralement dans Tintin, parfois dans Super Tintin, jusqu'en 1987 ou 1988,.
Jean-Luc Vernal en assure les scénarios. Didier Convard en signe le dessin jusqu'en 1986 selon bdoubliees.com, jusqu'en 1988 selon Filippini ; ensuite Philippe Delaby dessine la fin de cette série,.

## Jugements sur la série
Selon Henri Filippini, « Cranach de Morganloup est une excellente série d'heroic fantasy ». Toujours selon lui, Didier Convard met en œuvre un graphisme proche de l'école franco-belge des années 1980, mais Philippe Delaby dessine plutôt selon le réalisme antérieur de Jacques Martin.

## Albums
1. Le Voyageur des portes, dessin de Didier Convard, scénario de Jean-Luc Vernal, Éditions du Lombard, 1987  (ISBN 2803606496 et 9782803606498).
2. La Pierre bleue de Naja, dessin de Didier Convard, scénario de Jean-Luc Vernal, Éditions du Lombard, 48 pages, 1988  (ISBN 280360664X et 978-2803606641).